# Alopecia cicatricial
En medicina, el término alopecia cicatricial hace referencia a un tipo de alopecia que provoca pérdida permanente del pelo por destrucción del folículo piloso. La piel del cuero cabelludo adopta un aspecto característico, está adherida a los planos más profundos, por lo que resulta imposible pellizcarla,  presenta un aspecto suave y brillante y está atrófica. Este tipo de alopecia raramente afecta a la totalidad del cuero cabelludo, generalmente se limita a un sector más o menos extenso. No es de causa única y puede dividirse en varios subtipos, en general se clasifican en congénitas si están presentes desde el momento del nacimiento y adquiridas, cuando aparecen en la vida adulta, incluyendo entre estas últimas las secundarias a quemaduras que afectan al cuero cabelludo. También pueden dividirse en inflamatorias y no inflamatorias.

## Causas
Las causas son muy variables y existen numerosos subtipos. A continuación se citan algunas de las más frecuentes:
- Causas físicas. Por ejemplo las originadas por quemaduras térmicas o eléctricas, congelaciones, traumatismos o radiaciones ionizantes. En las quemaduras superficiales la lesión de la piel no es profunda y el folículo piloso permanece intacto, por ello aunque se pierda el pelo en un primer momento, este vuelve a salir. Sin embargo en las quemaduras profundas el folículo piloso queda destruido y se produce alopecia cicatricial con perdida permanente del cabello en la región afectada.
- Infecciones. Determinadas infecciones, entre ellas la lepra y la tuberculosis cutánea, lesionan gravemente la piel y producen alopecia cicatricial.
- Tumores. Cualquier tumor que afecta a la piel, tanto benigno como maligno, puede provocar alopecia cicatricial. Puede citarse como ejemplo de tumores benignos el quiste triquilémico y el neurofibroma. Entre los malignos el carcinoma espinocelular, carcinoma basocelular, melanoma y metástasis en la piel de tumores primarios de otra localización.[1][2]
- Procesos inflamatorios crónicos no infecciosos que afectan a la piel. Por ejemple el lupus eritematoso discoide, sarcoidosis, porfiria cutánea tarda y necrobiosis lipoídica diabeticorum.
- Congénitas.

## Tratamiento
Dado que las causas, evolución y extensión de la alopecia es muy variable, no existe un tratamiento único que pueda aplicarse a todos los casos. Aunque el proceso es irrecuperable, puede detenerse en muchos casos la evolución de la enfermedad. Por otra parte rara vez la alopecia afecta a todo el cuero cabelludo o una parte importante del mismo. En algunos casos pueden realizarse injertos capilares de otras zonas que mejoran considerablemente el problema.